# Szklarka Trzcielska (przystanek kolejowy)
Szklarka Trzcielska – zlikwidowany przystanek osobowy w Szklarce Trzcielskiej na trasie linii kolejowej nr 373 Międzychód – Zbąszyń, w województwie wielkopolskim w Polsce. Przystanek został zamknięty w 1987, a fizycznie zlikwidowany przed 28 listopada 2005 roku.